# مشریه
مشریه (به عربی: المشرية) یک شهرداری در الجزایر است که در Mécheria District واقع شده‌است. مشریه ۱۰۰٬۰۰۰ نفر جمعیت دارد و ۱٬۱۸۰ متر بالاتر از سطح دریا واقع شده‌است.